# ぷにちゃん
ぷにちゃんは日本の小説家・ライトノベル作家。小説家になろう（ヒナプロジェクト）への投稿作『箱庭の薬術師』で第3回なろうコン大賞（現：ネット小説大賞）を受賞し、2015年に同作で商業デビューした。小説サイトBerry's Cafe（スターツ出版）でも活動している。別名義に一色舞（いっしきまい）。いずれも、著書は、2020年2月時点で前述の小説投稿サイトからの書籍化である。

## 小説

### ぷにちゃん名義

#### 双葉社
- 箱庭の薬術師（挿絵：一橋真）Mノベルス、全3巻
  1. 2015年10月16日発売、ISBN 978-4-575-23922-5
  2. 2016年3月15日発売、ISBN 978-4-575-23947-8
  3. 2016年9月16日発売、ISBN 978-4-575-23984-3
- パーティーメンバーに婚約者の愚痴を言っていたら実は本人だった件（挿絵：ひだかなみ）Mノベルスf、既刊1巻
  1. 2021年5月14日発売、ISBN 978-4-575-24403-8

#### KADOKAWA
- 悪役令嬢は隣国の王太子に溺愛される（挿絵：成瀬あけの）ビーズログ文庫、既刊11巻
- 緑王の盾と真冬の国（挿絵：緋原ヨウ）カドカワBOOKS、全2巻
  1. 2016年11月10日発売、ISBN 978-4-04-072108-8
  2. 2017年3月10日発売、ISBN 978-4-04-072219-1
- 完全回避ヒーラーの軌跡（挿絵：匈歌ハトリ）MFブックス、全6巻
  1. 2018年6月25日発売、ISBN 978-4-04-069965-3
  2. 2018年10月25日発売、ISBN 978-4-04-065280-1
  3. 2019年2月25日発売、ISBN 978-4-04-065545-1
  4. 2019年5月25日発売、ISBN 978-4-04-065744-8
  5. 2019年10月25日発売、ISBN 978-4-04-064119-5
  6. 2020年2月25日発売、ISBN 978-4-04-064453-0
- 魔王と勇者に溺愛されて、お手上げです!（挿絵：SUZ）ビーズログ文庫、全2巻
  1. 2018年7月14日発売、ISBN 978-4-04-735185-1
  2. 2018年12月15日発売、ISBN 978-4-04-735186-8
- 加護なし令嬢の小さな村 〜さあ、領地運営を始めましょう!〜（挿絵：藻）カドカワBOOKS、既刊4巻
  1. 2019年11月9日発売、ISBN 978-4-04-735816-4
  2. 2020年4月10日発売、ISBN 978-4-04-735817-1
  3. 2020年10月10日発売、ISBN 978-4-04-736241-3
  4. 2021年9月10日発売、ISBN 978-4-04-736730-2
- 異世界もふもふカフェ（挿絵：Tobi）MFブックス、既刊2巻
  1. 2020年6月25日発売、ISBN 978-4-04-064795-1
  2. 2020年10月24日発売、ISBN 978-4-04-680013-8
- 悪役令嬢ルートがないなんて、誰が言ったの?（挿絵：Laruha）ビーズログ文庫、既刊2巻
  1. 2020年8月15日発売、ISBN 978-4-04-736209-3
  2. 2021年4月15日発売、ISBN 978-4-04-736553-7
- 悪役令嬢は推しが尊すぎて今日も幸せ（挿絵：すがはら竜、キャラクター原案：成瀬あけの）ビーズログ文庫、既刊1巻
  1. 2021年1月15日発売、ISBN 978-4-04-736095-2
- 回復職の悪役令嬢（挿絵：緋原ヨウ）MFブックス、既刊4巻
  1. 2022年4月25日発売、ISBN 978-4-04-681360-2
  2. 2022年10月25日発売、ISBN 978-4-04-681840-9
  3. 2023年7月25日発売、ISBN 978-4-04-682655-8
  4. 2023年11月25日発売、ISBN 978-4-04-683071-5

#### Jパブリッシング
- ガラスの靴は、ネズミがくわえて持ち去りました。（挿絵：加々見絵里）フェアリーキス・ピュア、2017年2月28日発売、ISBN 978-4-908757-69-3

#### 主婦と生活社
- 私、魔王。―なぜか勇者に溺愛されています。（挿絵：柚希きひろ）PASH!ブックス、2017年9月29日発売、ISBN 978-4-391-15011-7
- エリクサーの泉の水を飲んで育った村人（挿絵：赤井てら）PASH!ブックス、既刊2巻
  1. 2018年5月25日発売、ISBN 978-4-391-15195-4
  2. 2019年1月25日発売、ISBN 978-4-391-15299-9

#### スターツ出版
- しあわせ食堂の異世界ご飯（表紙絵：雲屋ゆきお）ベリーズ文庫、全6巻
  1. 2018年9月10日発売、ISBN 978-4-8137-0528-4
  2. 2018年11月10日発売、 ISBN 978-4-8137-0568-0
  3. 2019年2月10日発売、ISBN 978-4-8137-0623-6
  4. 2019年6月10日発売、ISBN 978-4-8137-0700-4
  5. 2019年10月10日発売、ISBN 978-4-8137-0772-1
  6. 2020年2月10日発売、ISBN 978-4-8137-0850-6

#### ドリコム
- 悪役令嬢はキャンピングカーで旅に出る 〜愛猫と満喫するセルフ国外追放〜（挿絵：キャナリーヌ）DREノベルス、既刊3巻
  1. 2023年9月8日発売、ISBN 978-4-4-3432-558-8
  2. 2024年2月9日発売、ISBN 978-4-4-3433-387-3
  3. 2024年7月10日発売、ISBN 978-4-4-3434-125-0

### 一色舞名義

#### 主婦の友社（一色舞名義）
- 高校生の私が中学生になった理由（挿絵：ふすい）プライムノベルス、2018年7月19日発売、ISBN 978-4-07-432797-3
  - （文庫版）高校生の私が中学生になった理由（挿絵：ふすい）ヒーロー文庫、2020年2月28日発売、ISBN 978-4-07-442761-1

## 漫画
いずれも「ぷにちゃん」名義。
小説コミカライズ
- 悪役令嬢は隣国の王太子に溺愛される（作画：ほしな）B's-LOG COMIC連載、2017年 - 連載中
- 完全回避ヒーラーの軌跡（作画：倭ヒナ）ComicWalker連載、2019年 - 連載中
- しあわせ食堂の異世界ごはん（作画：文月マロ）Berry's Fantasy連載、2019年 - 連載中
- 箱庭の薬術師（作画：ふじもとまめ）がうがうモンスター連載、2019年 - 連載中
- 加護なし令嬢の小さな村 〜さあ、領地運営を始めましょう!〜（作画：ひなた水色）B's-LOG COMIC連載、2020年 - 連載中
- 私、魔王。―なぜか勇者に溺愛されています。（作画：柳矢真呂）コミックPASH!連載、2020年 - 2023年
- 魔王と勇者に溺愛されて、お手上げです!（作画：月ヶ瀬ゆりの）ComicWalker（FlosComicレーベル）連載、2020年 - 2022年
- 悪役令嬢ルートがないなんて、誰が言ったの?（作画：あさここの）B's-LOG COMIC連載、2021年 - 連載中
- 悪役令嬢は推しが尊すぎて今日も幸せ（作画：真丸イノ）B's-LOG COMIC連載、2021年 - 2023年
- 異世界もふもふカフェ（作画：高岡ゆう）B's-LOG COMIC連載、2021年 - 2024年
- パーティーメンバーに婚約者の愚痴を言っていたら実は本人だった件（作画：グリセリンたける）マンガがうがう連載、2022年 - 2023年
- 回復職の悪役令嬢（作画：片村ナムラ）ComicWalker（FlosComicレーベル）連載、2022年 - 連載中
- 骸骨王と身代わりの王女 ルーナと臆病な王様（作画：氷凪）B's-LOG COMIC連載、2023年 - 連載中

漫画原作
- 悪役令嬢に転生したと思ったら、シンデレラの義姉でした 〜シンデレラオタクの異世界転生〜（作画：黒水かなた）MAGCOMI連載、2022年 - 連載中